# Rietkerk-uitkering
De Rietkerk-uitkering is een bijzondere uitkering. De invoering van deze uitkering aan de in 1951 naar Nederland gebrachte Molukkers was een verzoenend gebaar van de Nederlandse regering
De uitkering was een van de bepalingen van de op 21 april 1986 gepubliceerde  "Gezamenlijke Verklaring van de Nederlandse regering en het Hoofdbestuur van de Badan Persatuan". Minister van Binnenlandse Zaken Koos Rietkerk, verantwoordelijk voor het minderhedenbeleid, en de Molukse dominee Samuël Metiarij hebben over het document onderhandeld. Namens de Nederlandse Regering tekende Minister-President Ruud Lubbers.
De jaarlijkse uitkering van 2000 gulden, nu 900 euro werd naar de Minister, "Rietkerk-uitkering" genoemd. De leden van de eerste generatie Molukkers in Nederland kregen deze uitkering. Daarnaast werd een onderscheiding, de Herdenkingspenning komst Ambonezen naar Nederland ingesteld.  
Behalve de uitkering en de medaille werd er afgesproken dat er een gezamenlijke aanpak van werkgelegenheid en huisvestingsproblemen zou komen. Een "duizend banenplan" zou uiteindelijk 1200 banen opleveren voor de Molukse gemeenschap die onder hoge werkloosheid leed. 
Er werd een Moluks museum in het vooruitzicht gesteld.  
De Nederlandse regering zou jaarlijks 500.000 gulden (ruim 225.000 euro) bijdragen voor de stichting, inrichting en instandhouding van wat het Moluks Historisch Museum in Utrecht zou worden.